# Gutowo (województwo warmińsko-mazurskie)
Gutowo – wieś w Polsce położona w województwie warmińsko-mazurskim, w powiecie iławskim, w gminie Lubawa.
W latach 1975–1998 miejscowość administracyjnie należała do województwa olsztyńskiego.
W XII wieku, prawdopodobnie z inicjatywy Bolesława Krzywoustego, powstał tu gród w celu zabezpieczenia granicy z plemionami pruskimi. Ceramika znaleziona podczas prac archeologicznych wykazuje cechy stylistyczno-technologiczne nawiązujące do garncarstwa ziemi chełmińskiej i michałowskiej oraz północnego Mazowsza. Wskazuje to na słowiański charakter osadnictwa związanego z tym grodem. Brak tu znalezisk obcych kulturowo, których można by się spodziewać w tej strefie pogranicza. We wschodniej części korony wału znajduje się siodłowate zagłębienie – prawdopodobnie ślad po dawnym przejściu bramnym. Na południe od grodziska znajduje się kontynuacja wyniesienia – być może obszar dawnej osady podgrodowej. W 1921 roku stacjonowała tu placówka 13 batalionu celnego.
W okresie międzywojennym w miejscowości stacjonowała placówka Straży Granicznej I linii „Gutowo”.